# Landreville
Landreville ist eine französische Gemeinde mit 385 Einwohnern (Stand: 1. Januar 2022) im Département Aube in der Region Grand Est (vor 2016 Champagne-Ardenne); sie gehört zum Arrondissement Troyes und zum Kanton Bar-sur-Seine. Die Einwohner werden Landrevillois genannt.

## Geographie
Landreville liegt etwa 45 Kilometer südöstlich von Troyes. Umgeben wird Landreville von den Nachbargemeinden Ville-sur-Arce im Norden, Viviers-sur-Artaut im Nordosten, Loches-sur-Ource im Osten, Gyé-sur-Seine im Süden, Neuville-sur-Seine im Südwesten sowie Celles-sur-Ource im Westen.

## Bevölkerungsentwicklung
| Jahr                       | 1962 | 1968 | 1975 | 1982 | 1990 | 1999 | 2006 | 2011 | 2019 |
| Einwohner                  | 537  | 541  | 565  | 494  | 534  | 544  | 522  | 542  | 400  |
| Quellen: Cassini und INSEE |      |      |      |      |      |      |      |      |      |

## Sehenswürdigkeiten
- Kirche Notre-Dame-de-l’Assomption aus dem 12. Jahrhundert, Monument historique
- Kapelle Saint-Béline

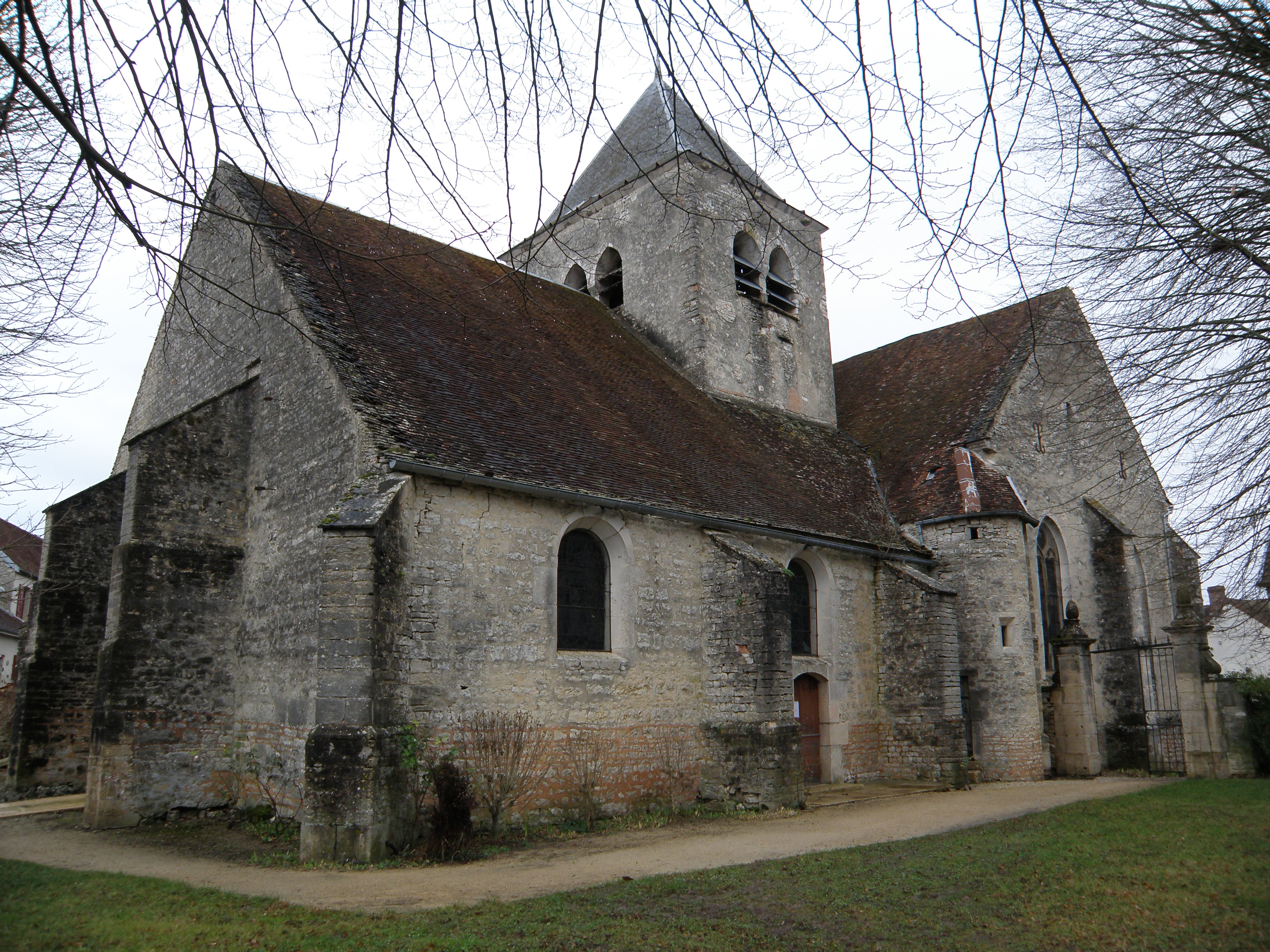
Kirche Notre-Dame-de-l’Assomption
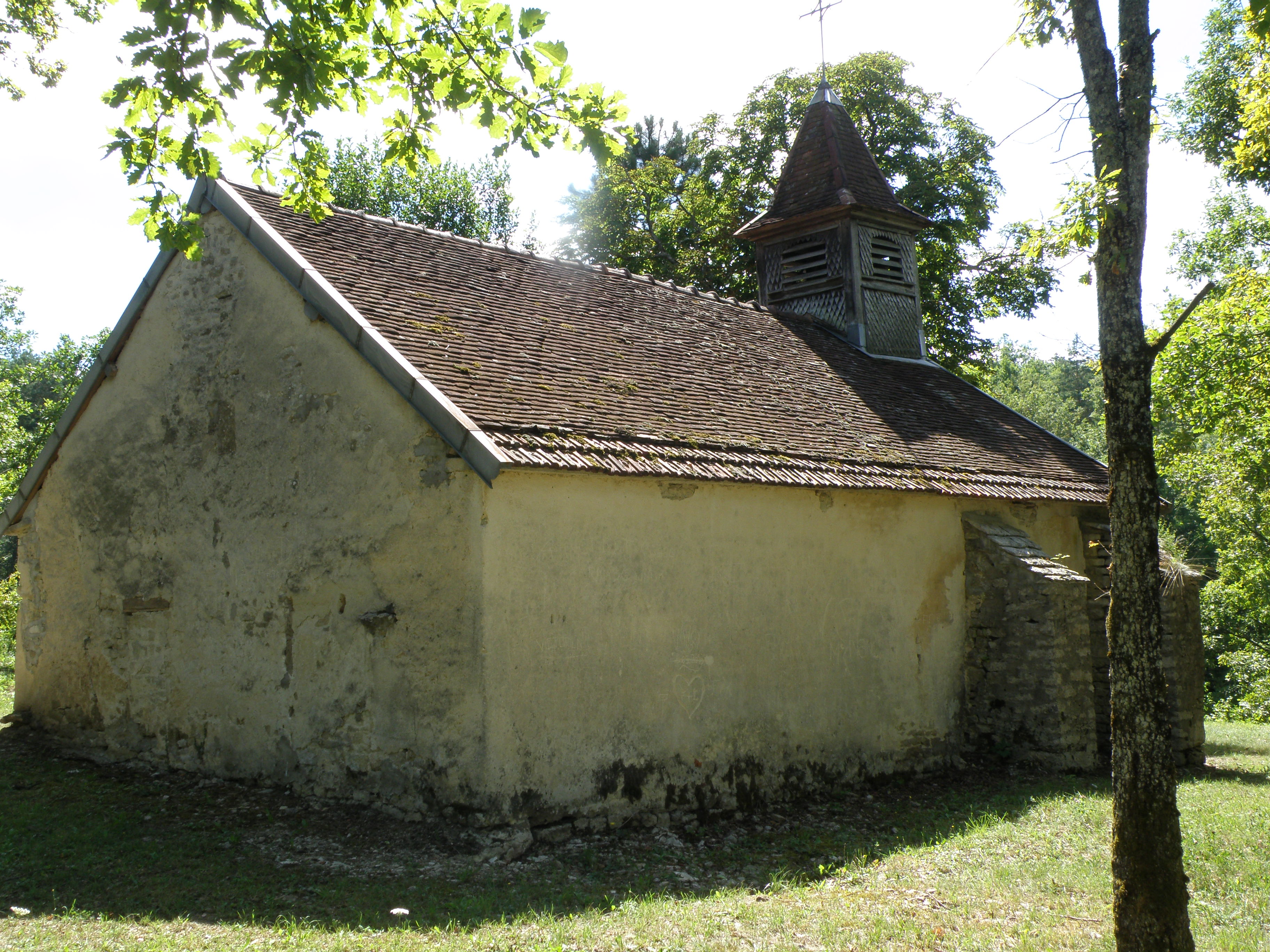
Kapelle Saint-Béline